# Kepler-34b
Kepler-34b, também conhecido como Kepler-34 (AB) b, é um exoplaneta circumbinário, que orbita ao redor do sistema estelar Kepler-34, localizado a cerca de 4.900 anos-luz de distância a partir da Terra, na constelação de Cygnus. Foi descoberto por William Welsh, da Universidade Estadual de San Diego e equipe. O planeta é um pequeno gigante gasoso que orbita a cada 288 dias em torno das duas estrelas. Apesar do período orbital do planeta ser relativamente longo, sua existência foi confirmada rapidamente, devido ao trânsito tanto dele como de suas estrelas hospedeiras. Juntamente com Kepler-35b ele foi o segundo planeta circumbinário a ser descoberto pela missão Kepler, Kepler-16b foi primeiro.
Apesar de previsto por teóricos, este modelo de orbita ao redor de uma dupla de estrelas. Era mais conhecido até então pelo cinema: na série "Guerra nas estrelas", um dos cenários onde as ações acontecem é o planeta Tatooine, lar do herói Luke Skywalker e iluminado por duas estrelas amarelas como o Sol.